# Garmin G1000

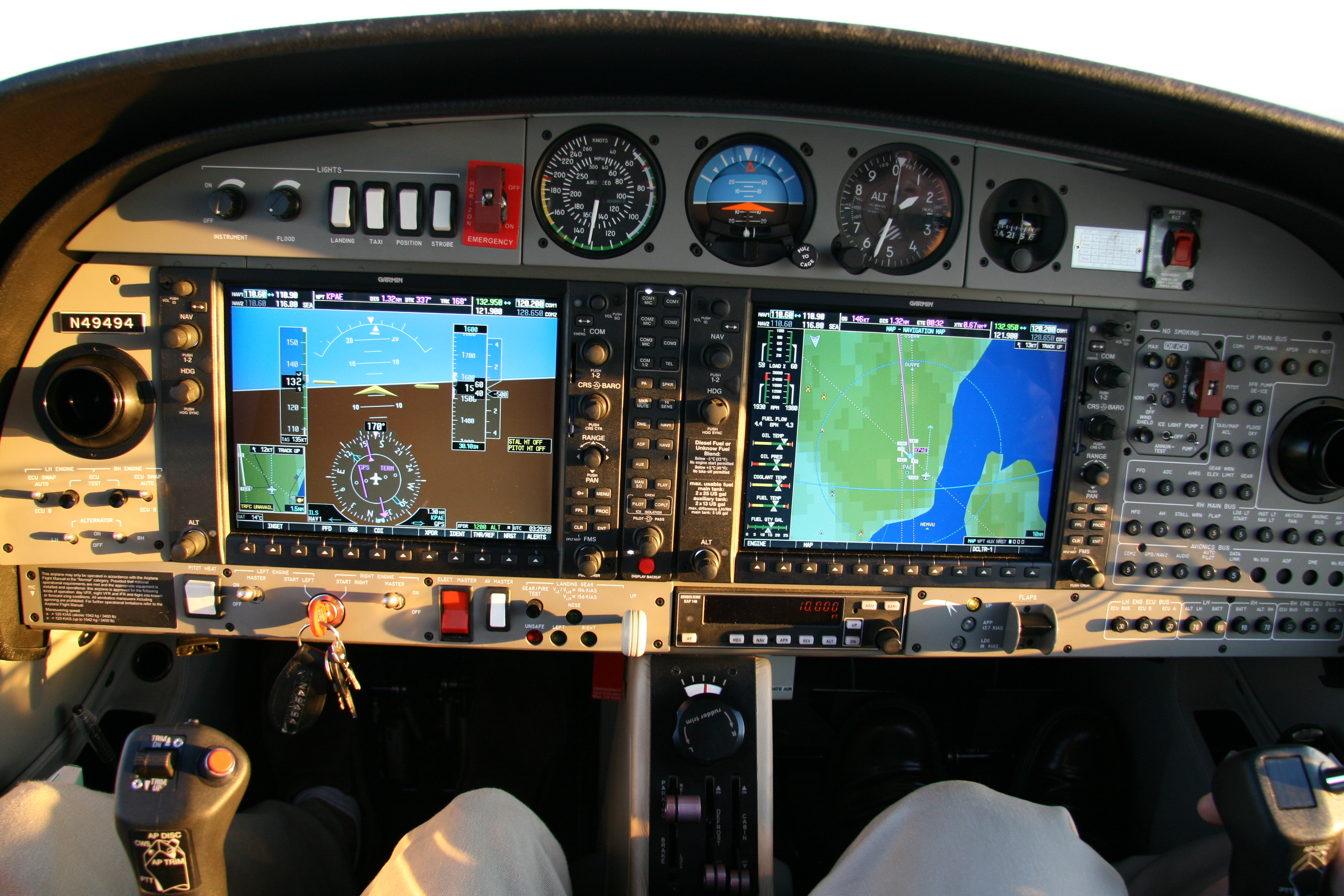
Cabina Diamond DA42 Twin Star con Garmin G1000

El Garmin G1000 es un sistema integrado de instrumentos de vuelo compuesto típicamente por dos unidades de visualización, una que sirve como pantalla principal de vuelo y otra como pantalla multifunción. Fabricado por Garmin, sirve como reemplazo de la mayoría de los instrumentos de vuelo y aviónica convencionales.

## Componentes
Una aeronave con una instalación básica Garmin G1000 contiene dos pantallas LCD (una que actúa como la pantalla principal de vuelo y la otra como la pantalla multifunción), así como un panel de comunicaciones integrado que se ajusta entre las dos. Estas pantallas están designadas como GDU, Garmin Display Unit.
Más allá de eso, se encuentran características adicionales en instalaciones G1000 más nuevas y más grandes, como en jets de negocios. Esto incluye:
- Una tercera unidad de visualización, para actuar como repetidor PFD
- Un teclado alfanumérico.
- Un director de vuelo/piloto automático integrado (sin él, el G1000 interactúa con un piloto automático externo)

Dependiendo del fabricante del avión y de si está instalado o no un piloto automático GFC 700, el sistema G1000 consistirá en dos pantallas GDU 1040 (sin piloto automático), un GDU 1040 PFD/GDU 1043 MFD (piloto automático GFC 700 instalado) o un GDU 1045 PFD/GDU 1045 MFD (piloto automático GFC 700 instalado con VNAV).
El GDU 1040 es el bisel base estándar sin teclas de selección de modo piloto automático/director de vuelo debajo del error de rumbo. El GDU 1043 tiene teclas de piloto automático/director de vuelo para todos los modos GFC 700 excepto VNAV. El GDU 1045 es esencialmente idéntico al GDU 1043, excepto por la adición de un modo de piloto automático/director de vuelo para VNAV. Dependiendo de cómo se instalen las unidades, una falla del MFD puede afectar o no el uso del piloto automático o del director de vuelo. Si se usa un GDU 1040 como PFD en un avión equipado con un piloto automático GFC 700, una falla del MFD (que contiene las teclas de selección del modo de piloto automático) dejará el piloto automático activado, pero los modos no se pueden cambiar porque no hay teclas de piloto automático presente en el PFD. Pero, si ocurre una falla MFD en un avión con el piloto automático GFC 700 y un bisel GDU 1043 o GDU 1045 instalado como PFD, el piloto tendrá el uso completo del piloto automático a través de las teclas en el PFD.
Tanto el PFD como el MFD tienen dos ranuras para tarjetas de memoria SD. La ranura superior se usa para actualizar la base de datos de aviación Jeppesen (también conocida como NavData) cada 28 días, y para cargar software y configuración en el sistema. La base de datos de aviación debe estar actualizada para usar el GPS para la navegación durante las aproximaciones por instrumentos IFR. La ranura inferior alberga las bases de datos de terreno del mundo y obstáculos Jeppesen. Si bien la información sobre el terreno rara vez cambia o necesita actualizarse, las bases de datos de obstáculos se pueden actualizar cada 56 días a través de un servicio de suscripción. La tarjeta superior se puede quitar del sistema G1000 después de una actualización, pero la tarjeta inferior debe permanecer tanto en el PFD como en el MFD para garantizar un conocimiento preciso del terreno y la información TAWS-B.

## Pantalla principal de vuelo (PFD)
La pantalla principal de vuelo muestra los instrumentos básicos de vuelo, como el indicador de velocidad del aire, el altímetro, el indicador de rumbo y el indicador de desviación del rumbo. Un pequeño mapa llamado "mapa insertado" se puede habilitar en la esquina. Los botones en el PFD se utilizan para configurar el código de graznido en el transpondedor. El PFD también se puede utilizar para ingresar y activar planes de vuelo. El PFD también tiene un "modo de reversión" que es capaz de mostrar toda la información que se muestra en el MFD (por ejemplo, indicadores del motor e información de navegación). Esta capacidad se proporciona en caso de una falla de MFD.

## Pantalla multifunción (MFD)
La pantalla multifunción generalmente muestra un mapa en movimiento en el lado derecho y la instrumentación del motor a la izquierda. Se accede a la mayoría de las otras pantallas del sistema G1000 girando la perilla en la esquina inferior derecha de la unidad. Las pantallas disponibles desde el MFD que no sea el mapa incluyen los menús de configuración, información sobre los aeropuertos y NAVAIDs más cercanos, informes de tráfico en Modo S, conciencia del terreno, radio XM, programación del plan de vuelo y predicción GPS RAIM.

## Implementación
El sistema G1000 consta de varios componentes integrados que muestrean e intercambian datos o muestran información al piloto.

### Pantalla GDU
La unidad de visualización GDU actúa como la fuente principal de información de vuelo para el piloto. Cada pantalla puede servir indistintamente como pantalla principal de vuelo (PFD) o pantalla multifunción (MFD). El arnés de cableado dentro de la aeronave específica en qué rol se encuentra cada pantalla por defecto. Todas las pantallas dentro de una aeronave están interconectadas usando un bus de datos Ethernet de alta velocidad. Una instalación G1000 puede tener dos GDU (un PFD y un MFD) o tres (un PFD para cada piloto y un MFD). Hay varios modelos diferentes de GDU en servicio, que tienen diferentes tamaños de pantalla (de 10 a 15 pulgadas) y diferentes controles de bisel.
En funcionamiento normal, la pantalla frente al piloto es el PFD y proporcionará la actitud de la aeronave, velocidad, altitud, velocidad vertical, rumbo, velocidad de giro, deslizamiento y deslizamiento, navegación, transpondedor, vista de mapa insertada (que contiene mapa, tráfico e información del terreno), y datos de anuncio de sistemas. La segunda pantalla, típicamente ubicada a la derecha del PFD, opera en modo MFD y proporciona instrumentación del motor y una pantalla de mapa en movimiento. El mapa en movimiento puede ser reemplazado o superpuesto por varios otros tipos de datos, como el clima satelital, las listas de verificación, la información del sistema, la información del punto de referencia, los datos del sensor meteorológico y la información de conciencia del tráfico.
Ambas pantallas proporcionan información redundante con respecto a las configuraciones de comunicaciones y frecuencias de radio de navegación, aunque cada pantalla generalmente solo está emparejada con una Unidad de aviónica integrada GIA. En el caso de que falle una sola pantalla, la pantalla restante adoptará un "modo de reversión" combinado y se convertirá automáticamente en un PFD combinado con datos de instrumentación del motor y otras funciones del MFD. Un botón rojo con la etiqueta "modo reversible" o "pantalla de respaldo", ubicado en el panel de audio GMA, también está disponible para que el piloto seleccione este modo manualmente si lo desea.

### Panel de audio GMA
El panel GMA proporciona botones para seleccionar qué fuentes de audio son escuchadas por cada miembro de la cabina. También incluye un botón para forzar la cabina integrada a su modo reversible a prueba de fallas.

### Controladores remotos GMC/GCU
Los controladores GMC y GCU son módulos montados en panel que proporcionan una interfaz más intuitiva para el piloto que la proporcionada por la GDU. El GMC controla el piloto automático del G1000's, mientras que el GCU se usa para ingresar datos de navegación y controlar las funciones del GDU's.

### Unidad de aviónica integrada GIA
La unidad GIA es una radio combinada de comunicaciones y navegación, y también sirve como el principal agregador de datos para el sistema G1000. Proporciona un transceptor de comunicaciones VHF bidireccional, un receptor de navegación VHF con pendiente deslizante, un receptor GPS y una variedad de procesadores compatibles. Cada unidad está emparejada con una pantalla GDU, que actúa como una unidad de control. El GIA 63W, que se encuentra en muchas instalaciones más nuevas del G1000, es una versión actualizada del antiguo GIA 63 que incluye soporte para el sistema de aumento de área amplia.

### Computadora de datos de aire GDC
La computadora GDC reemplaza los componentes internos del sistema pitot-static en la instrumentación de aeronaves tradicionales. Mide la velocidad del aire, la altitud, la velocidad vertical y la temperatura del aire exterior. Estos datos se proporcionan a todas las pantallas y unidades de aviónica integradas.

### Sistema de referencia de actitud y rumbo GRS (AHRS)
El sistema GRS utiliza sensores de estado sólido para medir la actitud de la aeronave, la velocidad de giro y el deslizamiento y el deslizamiento. Estos datos se proporcionan a todas las unidades integradas de aviónica y unidades de visualización GDU. A diferencia de muchos sistemas de la competencia, el AHRS puede reiniciarse y recalibrarse en vuelo durante giros de hasta 20 grados.

### Magnetómetro GMU
El magnetómetro GMU mide el rumbo del avión y es una versión digital de una brújula tradicional. Lo hace alineándose con las líneas de flujo magnético de la tierra.

### Transpondedor GTX
Se puede usar el transpondedor GTX 32 o GTX 33 en el sistema G1000, aunque el GTX 33 es mucho más común. El GTX 32 proporciona respuestas estándar en modo C a los interrogatorios ATC, mientras que el GTX 33 proporciona comunicaciones bidireccionales en modo S con ATC y, por lo tanto, puede indicar tráfico en el área, así como anunciarse espontáneamente a través de "squittering" sin interrogatorio previo.

### Motor GEA/unidad de fuselaje
La unidad GEA mide una gran variedad de parámetros de motor y fuselaje, incluidas las RPM del motor, la presión del múltiple, la temperatura del aceite, la temperatura de la culata, la temperatura de los gases de escape y el nivel de combustible en cada tanque. Estos datos se proporcionan luego a las unidades integradas de aviónica.

### Agregador de datos GSD
El GSD es un sistema agregador de datos incluido en sistemas complejos G1000, como el que se encuentra en el Embraer Phenom 100. Sirve como un punto de conexión que permite que los sistemas externos se comuniquen con el G1000.

### Sistemas de respaldo
Como condición para la certificación, todos los aviones que utilizan la cabina integrada G1000 deben tener un indicador de velocidad del aire, altímetro, indicador de actitud y brújula magnética redundantes. En caso de falla de la instrumentación G1000, estos instrumentos de respaldo se vuelven primarios.
Además, se requiere una fuente de alimentación secundaria para alimentar la instrumentación G1000 por un tiempo limitado en caso de falla del alternador de la aeronave y la batería primaria.

## Proceso de dar un título
El Garmin G1000 generalmente está certificado en nuevos aviones de aviación general, incluidos Beechcraft, Cessna, Diamond, Cirrus, Mooney, Piper, Quest (el Quest Kodiak), y Tiger. Garmin anunció su primer programa de modificación G1000 para el Beechcraft C90 King Air en 2007. Ese mismo año, el Garmin G1000 se convirtió en una plataforma de reacción, como el sistema de aviónica para el avión muy ligero Cessna Citation Mustang. Las versiones del G1000 también se utilizan en el Embraer Phenom 100 y Embraer Phenom 300, y PiperJet, así como en el helicóptero Bell SLS.

## Competencia
El G1000 compite con las cabinas de cristal EFIS Avidyne Entegra y Chelton FlightLogic. Sin embargo, existen diferencias significativas con respecto a las características, el grado de integración, los aspectos intuitivos del diseño y la utilidad general del producto. Tenga en cuenta que el sistema Chelton no se encuentra típicamente en los aviones que incluyen los sistemas menos costosos G1000 o Avidyne.
En 2009, Garmin introdujo el Garmin G500 como una cabina de vidrio, de actualización. El G500 tiene la mayoría de las capacidades del G1000, pero se integra con el sistema de motor de la aeronave.

## Ventajas y desventajas
Como tiene componentes de GPS, comunicación y navegación por radio integrados directamente en el sistema, ambos consolidan los componentes en una ubicación centralizada y, por la misma razón, se vuelven potencialmente más costosos de reparar o reemplazar. El sistema tiene el potencial de reducir el tiempo de inactividad ya que los componentes clave, como AHRS, ADC y PFD, son modulares y fáciles de reemplazar. El diseño del sistema también evita que la falla de un solo componente se "conecte en cascada" a través de otros componentes.
El G1000 es compatible con la última tecnología de sistema de visión mejorada (EVS). Los sistemas de visión mejorados usan cámaras térmicas e infrarrojas para ver imágenes en tiempo real y ayudan a convertir a los obscuros como el mal tiempo, la noche, la niebla, el polvo y los apagones en mejores imágenes que pueden ver 8-10 veces más lejos que a simple vista.
Hay algunas preocupaciones de seguridad con todas las cabinas de cristal, como la falla de las pantallas de vuelo primarias (PFD). El sistema Garmin G1000 ofrece un modo reversible que presentará toda la instrumentación de vuelo principal en la pantalla restante. Además, hay múltiples unidades de GPS y redundancia electrónica incorporada ampliamente en todo el diseño del sistema.

## Capacitación y recursos de capacitación.
Volar cualquier avión de cabina de vidrio requiere entrenamiento de transición para familiarizar al piloto con los sistemas del avión. El entrenamiento de transición es más efectivo cuando un piloto se prepara con anticipación. La mayoría de los fabricantes de aviación general que usan el sistema G1000 tienen programas de capacitación de la FAA Industry Training Standards (FITS) para pilotos que hacen la transición a sus aviones. Se recomienda la capacitación conforme a FAA FITS para cualquier piloto que haga la transición al G1000 o cualquier otra cabina de cristal antes de operar la aeronave en condiciones meteorológicas instrumentales (IMC) o si opera una aeronave de cabina de vidrio por primera vez. Los aviones de cabina de vidrio pueden no ser adecuados para el entrenamiento primario.
Uno de los recursos más efectivos para prepararse para el entrenamiento de transición G1000 incluye el software del simulador Garmin. Además, algunas escuelas de vuelo ahora tienen dispositivos de entrenamiento de vuelo G1000 (FTD) que proporcionan una simulación realista.
Todas las guías de piloto más recientes de Garmin G1000 están disponibles en formato PDF para su descarga gratuita desde Garmin.